# Micryletta thongphaphumensis
Micryletta thongphaphumensis — вид жаб родини карликових райок (Microhylidae). Описаний у 2024 році.

## Поширення
Ендемік Таїланду. Поширений в окрузі Тонг Пха Пхум у провінції Канчанабурі на заході країни.

## Опис
Тіло завдовжки 21,3–25,6 мм у самців, 24,4–29,7 мм у самиць. Спина оранжево-бура з чорними плямами. Є чорна смуга, що тягнеться від кінчика морди до промежини. Верхня губа біла. Коричневі мармурові візерунки на верхній поверхні кінцівок. Пальці рук і ніг без перетинок.